# Dél-Afrika miniszterelnöke
Dél-Afrika miniszterelnöke (afrikaans nyelven: Eerste Minister van Suid-Afrika) 1910 és 1984 között, egy Dél-Afrikai Unióban (később Köztársaságban) betöltött kormányfői tisztség volt.

## Története
A miniszterelnöki posztot 1910-ben hozták létre a Dél-afrikai Unió megalakulásával egy időben. Az államfő nevezte ki a miniszterelnököt (a főkormányzó 1961-ig, utána pedig az elnök, a Dél-afrikai Unió köztársasággá válása után). Legtöbb esetben a miniszterelnök volt a kormányzó párt vagy koalíció vezetője a Nemzetgyűlésben. Néhány kivételtől eltekintve a főkormányzó/elnök egy bizonyos egyezmény szerint köteles a miniszterelnök tanácsa szerint cselekedni. Így a miniszterelnök gyakorlatilag az ország első vezető politikai személyisége.
Az első dél-afrikai miniszterelnök Louis Botha, a második búr háború egykori búr tábornoka és háborús hőse volt.
A miniszterelnöki posztot 1984-ben szüntették meg, amikor az új alkotmány elfogadása után az államelnök végrehajtói jogkörrel lett felruházva (kvázi összevonva a miniszterelnöki és az államelnöki szerepkört). Dél-Afrika utolsó miniszterelnöke, P. W. Botha lett az első „végrehajtó elnök” az 1984-es alkotmányreform után.

## Dél-afrikai Unió
| #   | Portré | Név                   | Terminus            | Terminus            | Párt                        | Államfő                           | Kormány             |
| #   | Portré | Név                   | Kezdete             | Vége                | Párt                        | Államfő                           | Kormány             |
| --- | ------ | --------------------- | ------------------- | ------------------- | --------------------------- | --------------------------------- | ------------------- |
| 1   |        | Louis Botha           | 1910. május 31.     | 1919. augusztus 27. | Dél-afrikai Párt            | V. György                         | L. Botha I–II       |
| 2   |        | Jan Christiaan Smuts  | 1919. szeptember 3. | 1924. június 30.    | Dél-afrikai Párt            | V. György                         | Smuts I–II          |
|     |        | James Hertzog         | 1924. június 30.    | 1939. szeptember 5. | Nemzeti Párt, Egyesült Párt | V. György VIII. Edward VI. György | Hertzog I–II–III–IV |
| 3   |        | James Hertzog         | 1924. június 30.    | 1939. szeptember 5. | Nemzeti Párt, Egyesült Párt | V. György VIII. Edward VI. György | Hertzog I–II–III–IV |
| (2) |        | Jan Christiaan Smuts  | 1939. szeptember 5. | 1948. június 4.     | Egyesült Párt               | VI. György                        | Smuts III           |
| 4   |        | Daniël François Malan | 1948. június 4.     | 1954. november 30.  | Nemzeti Párt                | VI. György II. Erzsébet           | Malan I–II          |
| 5   |        | Johannes Strijdom     | 1954. november 30.  | 1958. augusztus 24. | Nemzeti Párt                | II. Erzsébet                      | Strijdom            |
| 6   |        | Hendrik Verowerd      | 1958. szeptember 5. | 1966. szeptember 6. | Nemzeti Párt                | II. Erzsébet                      | Verwoerd I          |

## Dél-afrikai Köztársaság
| 1 |  | Hendrik Verowerd | 1966. szeptember 6.  | 1954. november 30.   | Nemzeti Párt | Charles R. Swart                                                                  | Verwoerd II      |
| 2 |  | John B. Vorster  | 1966. szeptember 13. | 1978. október 2.     | Nemzeti Párt | Charles R. Swart Tom Naudé Jim Fouché Jan de Klerk Nico Diederichs Marais Viljoen | Vorster I-II-III |
| 3 |  | Pieter Botha     | 1978. október 9.     | 1984. szeptember 14. | Nemzeti Párt | John Vorster Marais Viljoen                                                       | Botha            |